# ملعب نادي البكيرية
ملعب نادي البكيرية الرياضي، هي ملعب رياضي لكرة القدم أنشئ في البكيرية بمنطقة القصيم، وهي الملعب الرئيسي لنادي البكيرية السعودي، يملك هذا النادي من قبل الهيئة العامة للرياضة في المملكة العربية السعودية .